# Retonfey
Retonfey – miejscowość i gmina we Francji, w regionie Grand Est, w departamencie Mozela.
Według danych na rok 1990 gminę zamieszkiwały 1 233 osoby, a gęstość zaludnienia wynosiła 126 osób/km² (wśród 2335 gmin Lotaryngii Retonfey plasuje się na 316. miejscu pod względem liczby ludności, natomiast pod względem powierzchni na miejscu 615.).